# 739 Mandeville
Mandeville (asteróide 739) é um asteróide da cintura principal com um diâmetro de 107,53 quilómetros, a 2,3458583 UA. Possui uma excentricidade de 0,1429941 e um período orbital de 1 654,13 dias (4,53 anos).
Mandeville tem uma velocidade orbital média de 18,00253838 km/s e uma inclinação de 20,70929º.
Esse asteróide foi descoberto em 7 de Fevereiro de 1913 por Joel Metcalf.